# Mucuna glabrialata
Mucuna glabrialata är en ärtväxtart som först beskrevs av Lucien Leon Hauman, och fick sitt nu gällande namn av Bernard Verdcourt. Mucuna glabrialata ingår i släktet Mucuna och familjen ärtväxter. Inga underarter finns listade i Catalogue of Life.